# آرتاک زینالیان
آرتاک هایکازی زینالیان (Արտակ Հայկազի Զեյնալյան؛ زادهٔ ۹ سپتامبر ۱۹۶۹) یک سیاست‌مدار و نماینده مجلس اهل ارمنستان است. وی نماینده دوره ششم مجلس ملی جمهوری ارمنستان بوده‌است. وی از تاریخ ۱۲ مه ۲۰۱۸ تا تاریخ ۷ ژوئن ۲۰۱۹ در دولت دوم نیکول پاشینیان سمت وزارت دادگستری ارمنستان را بر عهده داشت.

## زندگی‌نامه
وی در ۹ سپتامبر ۱۹۶۹ در ایروان به‌دنیا آمد و متاهل و صاحب چهار فرزند است. وی از دانشگاه پزشکی دولتی ایروان فارغ‌التحصیل گشت.